# Nomi (Ishikawa)
Nomi (Japans: 能美市, Nomi-shi) is een stad aan de Japanse Zee in de prefectuur Ishikawa in Japan. De oppervlakte van de stad is 83,85 km² en eind 2008 had de stad ruim 48.000 inwoners.

## Geschiedenis
Op 1 februari 2005 werd Nomi een stad (shi) na samenvoeging van gemeentes Neagari (根上町, Neagari-machi), Tatsunokuchi (辰口町, Tatsunokuchi-machi) en Terai (寺井町, Terai-machi) van het district Nomi.

## Verkeer
Hakusan ligt aan de Hokuriku-hoofdlijn van de West Japan Railway Company en aan de Ishikawa-lijn van de Hokuriku Spoorwegmaatschappij.
Hakusan ligt aan de Hokuriku-autosnelweg en aan de autowegen 8, 157 en 305.

## Geboren in Nomi
- Sasaki Mamoru (佐々木守, Sasaki Mamoru), scenarioschrijver
- Yoshiro Mori (森 喜朗, Mori Yoshirō), LDP-politicus en minister-president
- Hideki Matsui (松井 秀喜, Matsui Hideki), honkbalspeler

## Bezienswaardigheden
- Prehistorische graftombes
- Kutani pottenbakkersdorp
- Tatsunokuchi onsen

## Stedenbanden
Nomi heeft een stedenband met
- Sjelechov, Oblast Irkoetsk, Rusland, sinds 28 september 1976 (oorspronkelijk met Neagari)

## Aangrenzende steden
- Hakusan
- Komatsu

## Geboren
- Yoshiro Mori (1937), premier van Japan (2000-2001)
- Yusuke Suzuki (1988), atleet